# Wichita Falls
Wichita Falls is een stad in de Amerikaanse staat Texas en telt 104.197 inwoners. Het is hiermee de 221e stad in de Verenigde Staten (2000). De oppervlakte bedraagt 183,0 km², waarmee het de 100e stad is. Er bevindt zich een grote luchtmachtbasis van de USAF, Sheppard Air Force Base.

## Demografie
Van de bevolking is 12,3 % ouder dan 65 jaar en bestaat voor 28,7 % uit eenpersoonshuishoudens. De werkloosheid bedraagt 4,2 % (cijfers volkstelling 2000).
Ongeveer 14 % van de bevolking van Wichita Falls bestaat uit hispanics en latino's, 12,4 % is van Afrikaanse oorsprong en 2,2 % van Aziatische oorsprong.
Het aantal inwoners steeg van 96.746 in 1990 naar 104.197 in 2000.

## Klimaat
In januari is de gemiddelde temperatuur 4,3 °C, in juli is dat 29,4 °C. Jaarlijks valt er gemiddeld 734,1 mm neerslag (gegevens op basis van de meetperiode 1961-1990).

## Plaatsen in de nabije omgeving
De onderstaande figuur toont nabijgelegen plaatsen in een straal van 16 km rond Wichita Falls.

## Geboren in Wichita Falls
- Frances Reid (1914-2010), actrice
- Richard Mullane (1946), astronaut
- Greg Abbott (1957), gouverneur van Texas

## Externe links

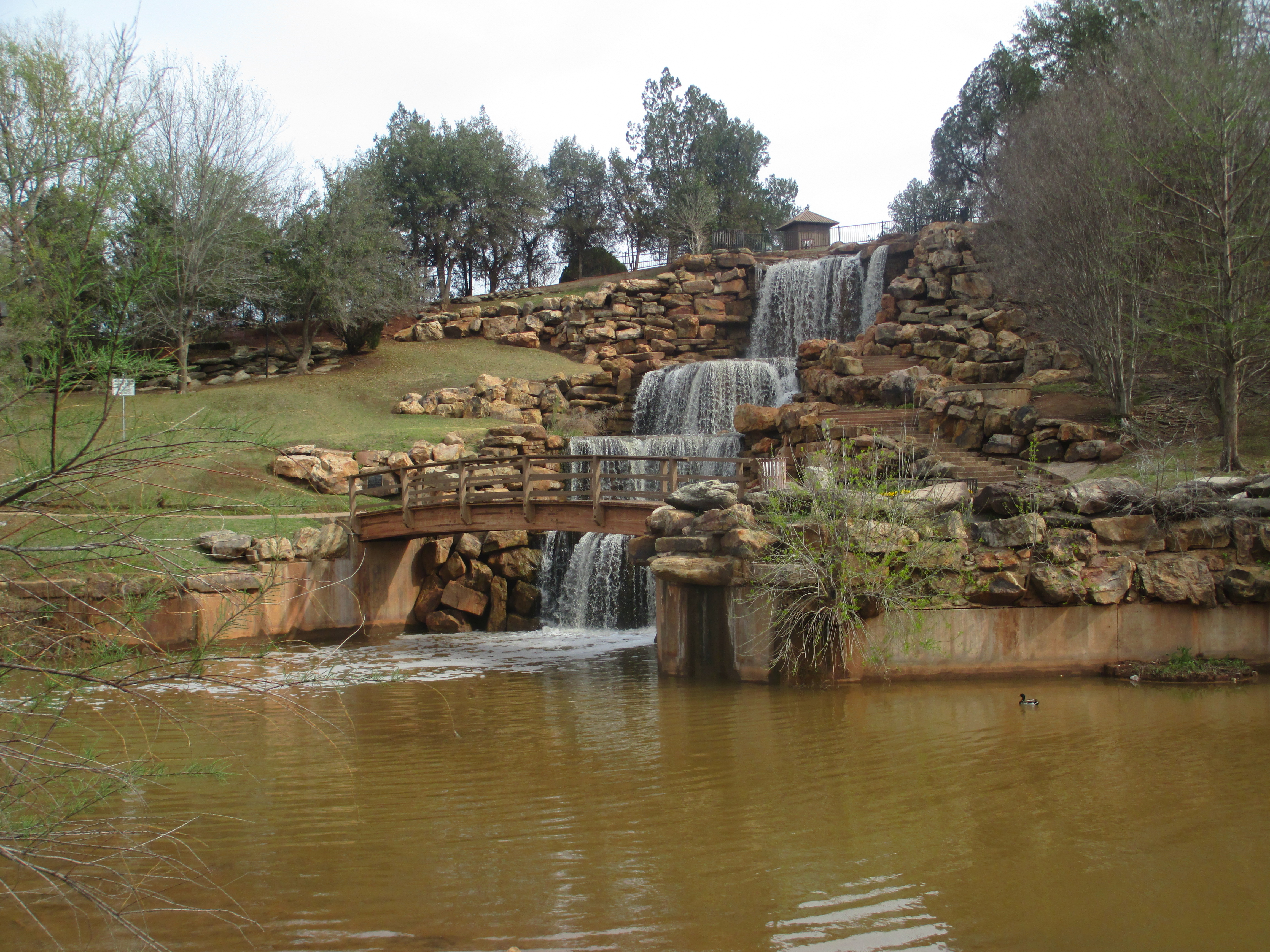
De waterval in de Wichita rivier